# Цхентаро
Цхентаро (груз. ცხენთარო) — село в Грузии, на территории Зестафонского муниципалитета края (мхаре) Имеретия.

## География
Село находится в западной части Грузии, к югу от реки Квирила, у северной границы Аджаметского заповедника, на расстоянии приблизительно 13 километров (по прямой) к западо-северо-западу от города Зестафони, административного центра муниципалитета. Абсолютная высота — 147 метров над уровнем моря.

## Население
По результатам официальной переписи населения 2014 года, в Цхентаро проживало 630 человек (325 мужчин и 305 женщин). В национальной структуре населения грузины составляли 99,7 %, русские — 0,3 %.
| Год  | Население, человек |
| ---- | ------------------ |
| 2002 | 960                |
| 2014 | ↘ 630              |